# Charles Jeunet Duval
Charles François Jeunet Duval (* 10. Januar 1751 in Roye; † 15. September 1828 auf Schloss Irlbach) war ein französischer Botaniker.

## Leben
Duval war Sohn eines französischen Offiziers und schlug selbst ebenfalls die militärische Laufbahn ein. Nachdem er im Duell einen Gegner getötet hatte, musste er aus Frankreich flüchten. Seit 1788 war er zunächst Fecht- und Sprachlehrer am Hof des Fürsten Thurn und Taxis in Regensburg, später Professor der Mathematik und Naturgeschichte an der fürstlichen Pagerie. 1789 wurde er Deutschlehrer des Grafen François Gabriel de Bray, der ebenfalls aus Frankreich geflohen war. 1806 trat er in den Ruhestand. Seit 1813 lebte er bei seinem Freund und Gönner de Bray auf Schloss Irlbach bei Straubing.
De Bray weckte bei Duval das Interesse für Botanik. Er war im Mai 1790 neben David Heinrich Hoppe und weiteren Gründungsmitglied sowie 1811 bis 1832 Präsident der Regensburgischen Botanischen Gesellschaft. Bei seinen wissenschaftlichen Arbeiten beschäftigte er sich mit Blütenpflanzen und Kryptgamen. Besonders erforschte er die Flora der Region um Regensburg. Seine Ergebnisse veröffentlichte er in dem von Hoppe herausgegebenen Botanischen Taschenbuch für Anfänger dieser Wissenschaft und der Apothekerkunst. Sein Herbarium ging 1836 in den Besitz der Regensburgischen Botanischen Gesellschaft über. Als Würdigung seiner Forschungen benannte Johann Gottlieb Wilhelm Voit nach ihm die Moosart Bryum duvalii.
Duval starb 1828 auf Schloss Irlbach und wurde auf dem dortigen Friedhof beigesetzt. Graf de Bray ließ ihm zu Ehren im Schlosspark einen Obelisken errichten.

## Veröffentlichungen
- Nachtrag zur Flora von Regensburg. In: Botanisches Taschenbuch für Anfänger dieser Wissenschaft und der Apothekerkunst 1795, S. 102–126
- Nachtrag zu dem Verzeichnis der um Regensburg wachsenden Pflanzen. In: Botanisches Taschenbuch für Anfänger dieser Wissenschaft und der Apothekerkunst 1801, S. 166–175
- Systematisches Verzeichnis derjenigen Farrenkräuter, Afterfarrenkräuter und Laubmoose, so bei Regensburg wachsen. In: Neues Botanisches Taschenbuch für Anfänger dieser Wissenschaft und der Apothekerkunst (Nürnberg) 11, S. 187–245
- Irlbacher Flora oder Aufzählung derjenigen Pflanzen, welche in einem Umkreise von drei Stunden von dem gräflichen De Brayschen Schlosse Irlbach wachsen. Irlbach 1823